# Micronycteris megalotis
El murciélago orejudo pequeño (Micronycteris megalotis) es una especie de murciélago que habita en Sudamérica.

## Distribución
Se encuentra en Bolivia, Brasil, Colombia, Ecuador, la Guayana Francesa, Guyana, Paraguay, Perú, Surinam, Venezuela y Trinidad y Tobago.

## Importancia sanitaria
Esta especie es considerada como vector biológico de la rabia.